# Klub Wysokogórski
Klub Wysokogórski (KW) – organizacja taternicka i alpinistyczna, istniejąca w latach 1935–1974, a 3 marca 1974 przekształcona w Polski Związek Alpinizmu.

## Historia
Klub utworzono z połączenia kilku wcześniej działających zrzeszeń: Sekcji Turystycznej Polskiego Towarzystwa Tatrzańskiego (funkcjonującej od 1903 r.), Sekcji Taternickiej AZS w Krakowie (od 1923 r.) oraz Koła Wysokogórskiego przy Oddziale Warszawskim PTT (od 1930 r.). Za właściwy rok założenia przyjmowany jest 1903 r., gdy powstała Sekcja Turystyczna Towarzystwa Tatrzańskiego.
W latach 1935–1950 Klub Wysokogórski był oddziałem Polskiego Towarzystwa Tatrzańskiego. Po zjednoczeniu PTT z Polskim Towarzystwem Krajoznawczym początkowo należał do struktur organizacyjnych PTTK, jednak w 1952 r. pogorszenie stosunków między KW a PTTK spowodowało zawieszenie działalności. W latach 1952–1954 w miejsce Klubu Wysokogórskiego ustanowiono Komisję Taternictwa Zarządu Głównego PTTK, a w latach 1954–1956 – Sekcję Alpinizmu ZG PTTK i GKKF. Ponowne powołanie do życia Klubu Wysokogórskiego, już jako samodzielnej organizacji z siedzibą w Warszawie, podlegającej GKKF, miało miejsce w grudniu 1956 r.
Do 1947 r. Klub miał trzy koła regionalne: w Zakopanem (późniejszy Klub Wysokogórski Zakopane), Krakowie i Warszawie (założyciele Klubu Wysokogórskiego).
- 12 października 1949 powstało Koło Śląskie Klubu Wysokogórskiego Polskiego Towarzystwa Tatrzańskiego w Katowicach (późniejszy KW Katowice)
- W grudniu 1950 r. powstało Koło Poznańsko-Pomorskie KW (od 5 stycznia 1975 KW Poznań)
- W 1951 r. powstało Koło Wrocławskie Klubu Wysokogórskiego PTTK we Wrocławiu (późniejszy KW Wrocław, od 1997 Wrocławski Klub Sportów Górskich, od 2006 Wrocławski Klub Wysokogórski)
- W 1951 r. powstała Sekcja Łódzka Krakowskiego Klubu Wysokogórskiego PTTK (późniejszy Łódzki Klub Wysokogórski)
- 14 listopada 1953 powstała w Szczecinie Sekcja Taternictwa przy Zarządzie Okręgu PTTK (późniejszy KW Szczecin)[1]

W sumie liczba kół regionalnych wzrosła do 14 w 1962 r. i 15 w 1971 r. 3 marca 1974 Klub Wysokogórski został przekształcony w Polski Związek Alpinizmu, a koła regionalne w Kluby Wysokogórskie zrzeszone w tej organizacji. Do nowo powstałego PZA nie przystąpił jedynie Polski Klub Górski (do 1966 r. Klub Turystów Górskich), który przez kolejne trzy lata działał niezależnie i dopiero 25 stycznia 1977 stał się członkiem PZA.
Klub Wysokogórski był wydawcą czasopisma „Taternik”.

## Władze
Prezesami KW byli:
- Marian Sokołowski (1935–1936, 1937–1939)
- Stefan Bernadzikiewicz (1936–1937)
- Walery Goetel (1939–1944)
- Justyn Wojsznis (p.o. 1940–1944, 1945–1946)
- Stanisław Siedlecki (1945, p.o. 1950–1951)
- Jan Kazimierz Dorawski (1946–1950)
- Włodzimierz Marcinkowski (1952–1954, jako przewodniczący Komisji Taternictwa ZG PTTK)
- Wawrzyniec Żuławski (1954–1956, jako przewodniczący Sekcji Alpinizmu ZG PTTK i GKKF, 1956–1957)
- Tadeusz Orłowski (p.o. 1957–1958)
- Czesław Bajer (1958–1960, 1965–1969)
- Jerzy Fiett (1960–1963)
- Leszek Łącki (1963–1965)
- Antoni Janik (1969–1974)